# Mithat Bayrak
Mithat Bayrak (Adapazarı, 3 de març de 1929 - Dortmund, 20 d'abril de 2014) fou un lluitador turc, guanyador de dues medalles olímpiques.

## Biografia
Va néixer el 3 de març de 1929 a la ciutat turca d'Adapazarı, població situada a la regió del Màrmara.

## Carrera esportiva
Va participar, als 27 anys, en els Jocs Olímpics d'Estiu de 1956 realitzats a Melbourne (Austràlia), on va aconseguir guanyar la medalla d'or en la prova de pes welter de la lluita grecoromana, una medalla que aconseguí revalidar en els Jocs Olímpics d'Estiu de 1960 realitzats a Roma (Itàlia). En els Jocs Olímpics d'Estiu de 1964 realitzats a Tòquio (Japó) aconseguí arribar a la final d'aquesta mateixa categoria, si bé no aconseguí guanyar cap medalla.
Al llarg de la seva carrera activa aconseguí guanyar una medalla de plata en els Jocs del Mediterrani.